# Isolation (biologi)
Isolation är inom biologi och genetik ett begrepp som omfattar flera olika mekanismer som separerar individer eller populationer. Det är en viktig mekanism vid artbildning och bildandet av nya underarter eller raser. Isolation är därför ett viktigt koncept inom evolutionär biologi.

## Olika typer av isolation

### Reproduktiv isolation
Reproduktiv isolation, reproduktiv barriär, eller hybridiseringsbarriärer, är en samling mekanismer, beteenden och psykologiska processer som hindrar två eller flera populationer från att utbyta gener och därmed att producera avkomma, eller i varje fall fertil avkomma. Dessa barriärer resulterar, över tid, i ett reducerat genflöde mellan taxon vilket bevarar karaktäristiken hos taxonet.
Mekanismerna kring reproduktiv isolation har beskrivits på många olika sätt. Zoologen Ernst Mayr delade upp dessa mekanismer i två kategorier: de som verkar före befruktning, som kallas prekopulatoriska och de som verkar efter. Dessa kategorier kallas också prezygotiska och postzygotiska mekanismer. Reproduktiv isolation kan utvecklas hos arter vars geografiska utbredning överlappar, vilket kallas sympatrisk artbildning, eller som ett resultat av den adaptiva divergens som följer på allopatrisk artbildning.

### Ekologisk isolation
Ekologisk isolation används i samband med ekologiska nischer. När flera populationer av samma art lever inom samma område, men använder resurser på olika sätt, så har olika ekologiska nischer bildats. Detta kan leda till framväxten av nya arter. 

### Geografisk isolation
Geografisk isolation eller separation innebär att två populationer har skiljts åt genom geografiska hinder. Över tid kan det uppstå olika mutationer inom grupperna som leder till reproduktiv isolation. Det kallas för allopatrisk artbildning.